# 과민성 폐장염
과민성 폐장염(HP) 또는 외인성 알레르기성 폐포염(EAA)은 폐에 영향을 미치는 희귀 면역계 장애이다. 이것은 흡입된 유기 먼지 및 곰팡이에 대한 과민반응으로 인해 발생하는 폐 내의 공기 공간(폐포) 및 작은 기도(세기관지)의 염증이다. 이러한 유형의 폐 염증의 영향을 받는 사람들은 일반적으로 직업이나 취미로 인해 먼지와 곰팡이에 노출된다.

## 징후 및 증상
과민성 폐렴(HP)은 발병 기간에 따라 급성, 아급성, 만성으로 분류된다.
HP의 급성 형태에서는 유발 항원에 과도하게 노출된 후 4-6시간 동안 증상이 나타날 수 있다. 증상으로는 발열, 오한, 권태감, 기침, 가슴 답답함, 호흡곤란, 발진, 부기 및 두통이 있다. 증상은 노출을 중단하면 12시간에서 수일 이내에 해결된다.
아급성 HP를 가진 환자는 점차적으로 생산적인 기침, 호흡곤란, 피로, 식욕 부진, 체중 감소 및 흉막염 이 발생한다. 증상은 급성 형태의 질병과 유사하지만 덜 심각하고 더 오래 지속된다. 흉부 방사선 사진에서 미세 결절 또는 망상 혼탁은 중하부 폐 영역에서 가장 두드러진다. 반복적인 급성 발작을 경험한 환자에게서 소견이 나타날 수 있다.
아급성 또는 간헐적 형태는 더 잘 형성된 비케이스화 육아종, 조직성 폐렴 이 있거나 없는 세기관지염 및 간질 섬유증을 유발한다.
만성 HP에서 환자는 종종 급성 삽화의 병력이 없다. 기침, 진행성 호흡곤란, 피로, 체중 감소가 서서히 시작된다. 이것은 부분적이거나, 완전하지만 점진적인 가역성과 관련이 있다. 더 이상의 노출을 피하는 것이 좋다. 호흡곤란, 호흡곤란, 하부 폐장에 대한 흡기 시 딱딱거리는 소리가 종종 나타난다.

## 병태생리학
과민성 폐렴은 항원 흡입을 포함한다. 이것은 과장된 면역 반응(과민증)으로 이어진다. 유형 III 과민증 및 유형 IV 과민증은 모두 원인에 따라 발생할 수 있다.

## 진단
진단은 알레르기 항원에 노출된 후 증상의 병력과 임상 검사를 기반으로 한다. 의사는 염증 징후, 흉부 엑스레이 및 폐 기능 검사를 위해 혈액 검사를 받을 수 있다. 환자는 제한적인 폐 기능 손실을 보인다.
폐 생검은 만성 과민성 폐렴의 경우 진단적일 수 있으며, 진단을 제안하고 알레르겐에 대한 검색을 촉발하거나 강화하는 데 도움이 될 수 있다. 폐 생검에서 만성 과민성 폐렴의 주요 특징은 간헐적으로 다핵 거대 세포 또는 느슨한 육아종이 동반되는 림프구에 의한 간질 확장이다.

## 치료
만성 노출은 영구적인 손상을 유발할 수 있으므로 가장 좋은 치료법은 유발하는 알레르겐을 피하는 것이다. 프레드니솔론과 같은 코르티코스테로이드는 증상을 조절하는 데 도움이 될 수 있지만 부작용을 일으킬 수 있다.

## 추가 이미지

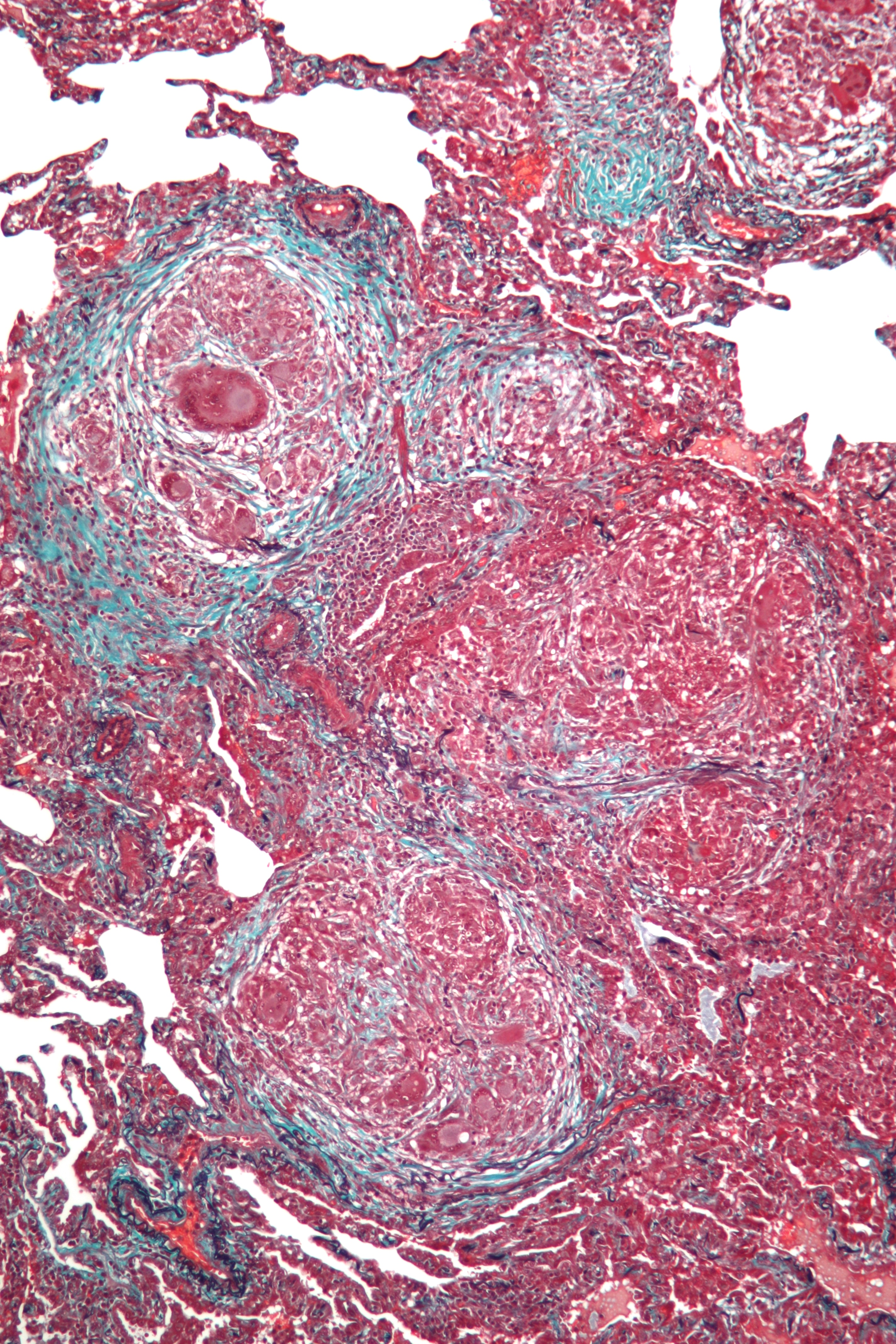
과민성 폐장염 환자의 폐의 현미경 사진, 육아종성 염증이 관찰됨. 트리크롬 염색.